# Belgijski Narodowy Instytut Geograficzny
Belgijski Narodowy Instytut Geograficzny (fr. Institut Géographique National, nl. Nationaal Geografisch Instituut) – państwowy instytut w Belgii zajmujący się działalnością kartograficzną, pomiarową. Zajmuje się również badaniami mającymi na celu rozwój niektórych dyscyplin sportu, publikacją wyników, a także działalnością edukacyjną.
Belgijski Narodowy Instytut Geograficzny, został założony w 1976 roku. Jako organizacja pozarządowa istnieje pod nadzorem Ministra Obrony Belgii. Instytut posiada własne centrum dokumentacji, składające się z biblioteki oraz fototeki, gromadzącej zdjęcia satelitarne; gromadzone są tam również zbiory kartograficzne.